# Лозовенко, Екатерина Семёновна
Екатерина Семёновна Лозовенко (укр. Катерина Семенівна Лозовенко; 4 июля 1946, Киев — 21 сентября 2017, там же) — советская и украинская телеведущая. Известна как телеведущая передач «Катрусин кинозал» и «Спокойной ночи, дети» на УТ-1.

## Биография
Выпускница Киевского театрального института (1970 год), работала режиссёром детской редакции Гостелерадио УССР. Известна как редактор «Вечерней сказки с Дедом Панасом», которую вёл Пётр Вескляров, а в конце 1970-х годов провела несколько выпусков, присоединившись к Наталье Лотоцкой и Надежде Батуриной. С июня 1972 по 1988 годы вела детскую передачу «Катрусин кинозал» (режиссёр телепрограммы Ирина Константиновна Днипренко) под именем Тётя Катя вместе с куклой Катрусей (кукловод — с июня 1972 по 1984 г. (12 лет) Татьяна Луканина; с 1984 по 1988 г. — актриса Театра кукол, Заслуженная артистка УССР Елена Клименко), показывая мультфильмы для детей. Программа выходила каждое воскресенье в прямом эфире, но в 1988 году была закрыта, поскольку куклу попросту украли. Несмотря на просьбы детей, программу не смогли вернуть на телевидение. До наших дней не сохранился ни один выпуск передачи, кроме фрагмента интервью с Эдуардом Успенским.
Екатерина Семёновна полгода была без работы, пока ей в 1988 году не предложили работать в редакции программ на Киев и Киевскую область, и только будущий президент Национальной телекомпании Украины Игорь Сторожук предложил ей вернуться в «Вечернюю сказку», где она заняла должность режиссёра. Позже братья Капрановы помогли снять и выпустить на видеокассеты новые передачи с новой куклой Катрусей. С 2006 года и до конца жизни Екатерина Семёновна работала режиссёром в Объединении документальных фильмов.